# Lucchini RS

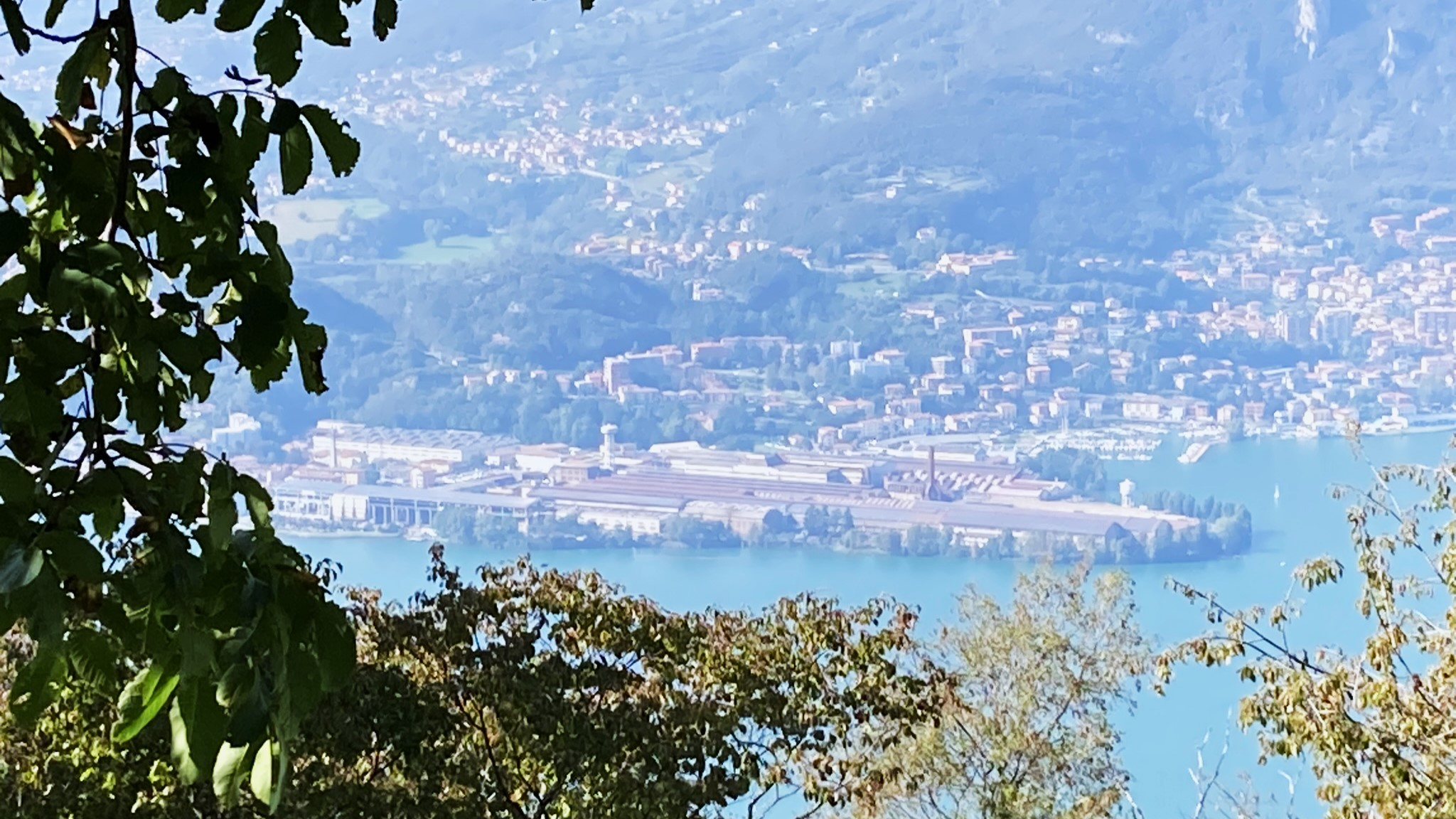
Blick auf Lovere und die vorgelagerte Halbinsel auf welcher sich das Stahlwerk von Lucchini RS befindet

Lucchini RS ist ein italienisches Unternehmen und der weltgrößte Hersteller von Radsätzen mit Sitz in Lovere in der Lombardei. Das Kürzel RS steht für Rollingstock ‚Schienenfahrzeuge‘

## Geschichte
Bereits Mitte des 18. Jahrhunderts befand sich auf der Landzunge zwischen Lovere und Castro am Iseosee eine kleine Gießerei, die die Wasserkraft des Wildbachs Tinazzo nutzte. Giovanni Andrea Gregorini, der in Vezza d’Oglio weiter oben im Valcamonica Eisen herstellte, kaufte die Gießerei und baute sie zu einem Stahlwerk aus. Dieses wurde 1865 in Betrieb genommen und ersetzte das Werk in Vezza d’Oglio. Verarbeitet wurden Erze aus dem Valcamonica und dem Valle di Scalve. Als Brennstoff diente Holz aus den umliegenden Wäldern, das zu Holzkohle verarbeitet wurde, und Torf, der in der Nähe von Iseo abgebaut wurde. Ursprünglich wurden Waffen und Munition hergestellt, später auch landwirtschaftliche Geräte. Am Seeufer befand sich ein großer Lagerschuppen, der durch eine Pferdebahn mit den Produktionshallen verbunden war. Der Transport nach außen erfolgte per Segelschiff. 1905 wurde das Unternehmen in eine Aktiengesellschaft mit dem Namen Società G.A. Gregorini umgewandelt und das Werk erweitert. Im Jahr 1906 wurde die Eisenbahnfährverbindung Paratico–Lovere eingerichtet und ab 1907 spezialisierte sich das Werk auf die Herstellung von Radsätzen und Radreifen.
1930 wurde das Werk verstaatlicht und in die Italsider integriert. 1981 wurde Italsider restrukturiert, die Finanzholding Finsider von Italsider ordnete ihre Vermögenswerte in fünf Produktionsgesellschaften neu: die Nuova Italsider für die Herstellung von Flachstahlerzeugnisse, Dalmine für Rohre, Terni für Spezialstahlerzeugnisse, Acciaierie di Piombino für normale Langstahlerzeugnisse und Nuova Sias für Speziallangstahlerzeugnisse. Das Stahlwerk in Lovere wurde Terni zugeteilt.
1987 erfolgte eine neue Restrukturierung durch Finsider.Terni lagerte seine Vermögenswerte in drei Gesellschaften aus: Terni Acciai Speciali (TAS), Lovere Sidermeccanica und Attività Industriali Triestine, wobei alle Aktien der neuen Gesellschaften an die Finsider übergeben wurden und Terni aufgelöst wurde. Danach wurden die Aktien von Lovere Sidermeccanica und Attività Industriali Triestine an Terni Acciai Speciali übergeben, womit Lovere Sidermeccanica wieder zu einem Unternehmen mit Terni im Namen gehörte.
1988 löste der italienische Staat die Finsider und ihre operativen Gesellschaften auf und übertrug die produktivsten Vermögenswerte, darunter die Lovere Sidermeccanica, auf die neue Gesellschaft ILVA S.p.A., die am 1. Januar 1989 ihre Tätigkeit aufnahm. 1990 verkauft ILVA S.p.A. die Lovere Sidermeccanica an die Lucchini-Gruppe, der aus einem Familienunternehmen mit Sitz in Brescia hervorgegangen ist. 1999 wird der Eisenbahnfährbetrieb aufgegeben. Die letzte Fährverbindung zum Werk wurde von Pisogne aus betrieben. Im Jahr 2000 beginnt das Unternehmen in Europa zu expandieren. Es werden Tochtergesellschaften werden in Großbritannien, Schweden und Polen gegründet. Im Jahr 2005 wird die Lucchini-Gruppe zu 60 % vom russischen Unternehmen Severstal übernommen. Im Jahr 2007 kauft die Familie Lucchini über ihre Holding Sinpar die Lucchini Sidermeccanica wieder zurück.  2008 wird das Stahlwerk in Lovere modernisiert und das Unternehmen in Lucchini RS umbenannt. 2010 werden Produktionsstätten für Räder in Peking und Indien eröffnet. Zwischen 2014 und 2015 kommen Produktionsstätten in Belgien und Österreich hinzu. In Zusammenarbeit mit der Mamé-Gruppe entsteht in Cividate Camuno im Valcamonica die Lucchini Mame Forge für Schmiede- und Gussteile. Lucchini RS expandiert 2016 nach Südafrika mit einer Produktionsstätte in Johannesburg. 2017 wird Lucchini Tool Steel für die Produktion von Werkzeugstahl gegründet. Diese Tochtergesellschaft wird 2021 in ein Joint Venture mit FA.RO Acciai eingebracht, einem italienischen Werkzeugstahlhändler mit Sitz in Pozzo d’Adda bei Mailand, eingebracht. Das neue Unternehmen heißt Lucchini FA.RO. 2017 wird außerdem Lucchini North America mit Sitz in Pittsburgh gegründet. Im Jahre 2018 werden die italienischen Werke in Lucchini Industries zusammengefasst.

## Standorte
- LUR (Lucchini Unipart Rail): Manchester und Doncaster, Großbritannien
- Lucchini SE: Surahammar, Schweden
- Lucchini PL: Mińsk Mazowiecki, Polen
- LBX: Seraing, Belgien
- Lucchini CE: Hofkirchen an der Trattnach, Österreich
- Lucchini IN: Kalkutta, Indien
- Zhibo Lucchini: Taiyuan, China
- Lucchini CN: Peking, China